# Wasserburg am Inn
Wasserburg am Inn é um município da Alemanha, situado no distrito de Rosenheim, no estado da Baviera. Tem 18,80 km² de área, e sua população em 2019 foi estimada em 12.796 habitantes.